# Inmarsat-7 F1
O Inmarsat-7 F1, também conhecido como Inmarsat I-7 F1 e GX 7, é um satélite de comunicação geoestacionário construído pela Airbus Defence and Space. Ele vai ser operado em pela Inmarsat. O satélite será baseado na plataforma OneSat e sua expectativa de vida útil será de 15 anos.

## História
O Inmarsat-7 é a sétima geração de satélites da Inmarsat, operadora global de comunicações móveis por satélite com sede em Londres. Os três satélites chamados GX 7, 8 e 9 terão uma carga útil de banda Ka totalmente reconfigurável aprimorada para os serviços Global Xpress (GX). A Airbus Defence and Space foi selecionada para entregar a mais nova frota de satélites da Inmarsat. Os novos satélites estão programados para serem lançados a partir de 2023 e construídos sobre a rede global existente de alta velocidade GX, que consiste nos satélites GX 1 a GX 6 já em operação.

## Lançamento
O satélite está planejado para ser lançado ao espaço em 2023. Ele terá uma massa de lançamento de 3.000 kg.

## Capacidade
O Inmarsat-7 F1 será equipado com vários transponders de banda Ka que serão otimizados para mobilidade em tempo real e apresentam milhares de feixes formados dinamicamente que direcionam a capacidade com precisão de laser em áreas de alta demanda.